# Keserű méz (film)
A Keserű méz (Bitter Moon) 1992-ben bemutatott angol–francia–amerikai koprodukcióban készült filmdráma Roman Polański rendezésében.

## Cselekmény
Nigel (Hugh Grant) és Fiona (Kristin Scott Thomas) hetedik házassági évfordulójuk alkalmából egy Indiába tartó hajóúton vesznek részt. A hajón ismerkednek meg a különös párral: Oscarral, a tolókocsis íróval és feleségével, az érzéki, francia asszonnyal, Mimivel. Oscar megkéri Nigelt, hogy hallgassa végig történetüket. Nigel vonakodva bár, de beleegyezik, mire Oscar már-már zavarba ejtő részletességgel meséli el életük minden apró mozzanatát. Nigel hiába próbál pusztán hallgató maradni, a bizarr, párizsi szerelem története, mely tele van szenvedéllyel, odaadással és gyűlölettel lassan hatalmába keríti, csakúgy mint az ígéret, hogy egy minden képzeletet felülmúlóan kéjes éjszakát tölthet a mese főszereplőjével, Mimivel.

## Szereplők
- Hugh Grant (Nigel)
- Kristin Scott Thomas (Fiona)
- Peter Coyote (Oscar)
- Emmanuelle Seigner (Mimi)
- Victor Banerjee (Mr. Singh)
- Stockard Channing (Beverly)